# Чаусове Друге
Чау́сове Друге — село в Україні, у Первомайській міській громаді Первомайського району Миколаївської області. Населення становить 610 осіб.

## Промисловість
Поблизу села знаходяться землі ТзОВ «Агрофірми Корнацьких», що належить народному депутату України VIII скликання, уродженцю села, Аркадію Корнацькому.
18 червня 2013 року відбулася спроба рейдерського захоплення полів підприємства невідомими особами підозрілої зовнішності. Внаслідок конфлікту 5 робітників агрофірми зазнали важких поранень і були госпіталізовані до лікарні.

## Відомі люди
- Ярмульський Андрій Григорович — відомий український поет.
- Сенкевич Максим Олегович (1989–2014) — український військовик. 11 листопада 2014 р.[3] загинув у бою з російською розвідувально-диверсійною групою, уродженець Лисої Гори, командир роти 28-ї окремої механізованої бригади старший лейтенант. Похований в селі Чаусове-2.[4][5]
- Корнацький Аркадій Олексійович — політик, народний депутат 8 скликання, кандидат в президенти України у 2019-му р., активний громадський діяч, підприємець.[6]